# Вишневка (Волынская область)
Вишневка (укр. Вишнівка) — село в Ровненской сельской общине Ковельского района Волынской области Украины.
До 1963 — Старый Опалин. До 2020 года входило в Любомльский район.
Село находится на правом берегу реки Западный Буг, по которой проходит Польско-украинская граница.
Код КОАТУУ — 0723381002. Население по данным 2024 года составляет 70 человека. Почтовый индекс — 44330. Телефонный код — 3377. Занимает площадь 0,57 км².